# ウィリアム・ホルマン・ハント
ウィリアム・ホルマン・ハント（William Holman Hunt、1827年4月2日 - 1910年9月7日）は、19世紀から20世紀のイギリスの画家。ラファエル前派の一員に数えられる。

## 生涯
ロンドンの商業地区、チープサイド(Cheapside)で裕福な百貨店経営者の息子に生まれた。はじめ商業の仕事に就くが、絵を学び商業美術の仕事をした後、1843年にロンドンのロイヤル・アカデミー・オブ・アーツの付属美術学校に入学した。1848年に、美術学校の学生であったハントは、学友のジョン・エヴァレット・ミレー、ダンテ・ゲイブリエル・ロセッティ等と「ラファエル前派」を結成した。「ラファエル」とはイタリア・ルネサンスの巨匠、画家ラファエロのことを指す。「ラファエロ以前」という言葉には、19世紀当時のアカデミーにおける古典偏重の美術教育に異を唱える意味があった。ラファエル前派に思想的な面で影響を与えたのは、同時代の思想家であり美術批評家であったジョン・ラスキンであった。ラスキンの美術に対する考えは、一言で言えば「自然をありのままに再現すべきだ」ということであった。この思想の根幹には、神の創造物である自然に完全さを見出すというラスキンの信仰がある。しかし、明確な理論をもった芸術運動ではなかったラファエル前派は長続きせず、1853年にミレーがロイヤル・アカデミーの準会員になったことなどをきっかけとして、数年後にはグループは解散した。
ラファエル前派の主要メンバーであった上記3人のうち、ミレーとロセッティは徐々に芸術的方向性を変えていった。そうした中で、ラファエル前派の画家としての特色を最後まで保っていたのがハントであった。その特色とは、聖書、伝説などに主題を求めることと、画面のすみずみまで徹底的に描き込んだ細密描写であり、ラスキンの「自然の忠実な再現」という思想をもっとも忠実に実行した画家であったといえよう。徹底した写実主義者であったハントは、聖書の物語を絵画化するためには、物語の起きた現場を見なければ描けないと考え、パレスチナを3度も訪れている。

## 代表作

雇われ羊飼い（1851-2n年・マンチェスター市立美術館収蔵）
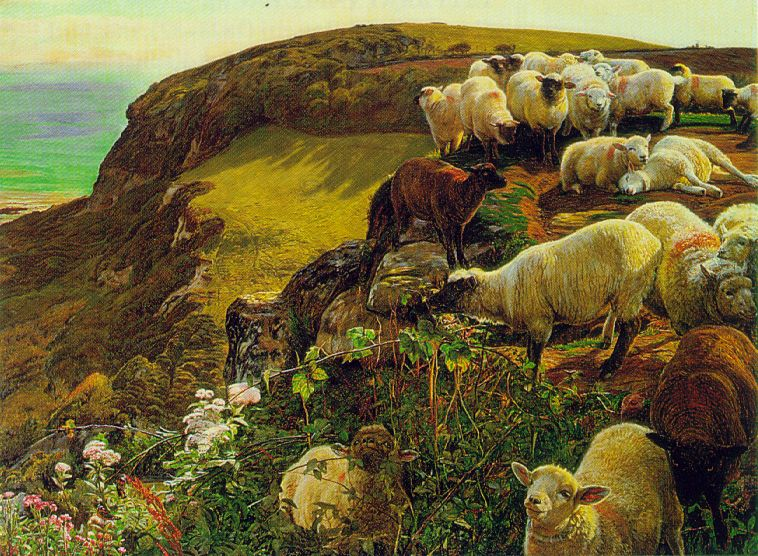
我が英国の海岸（1852年・テート・ギャラリー収蔵）
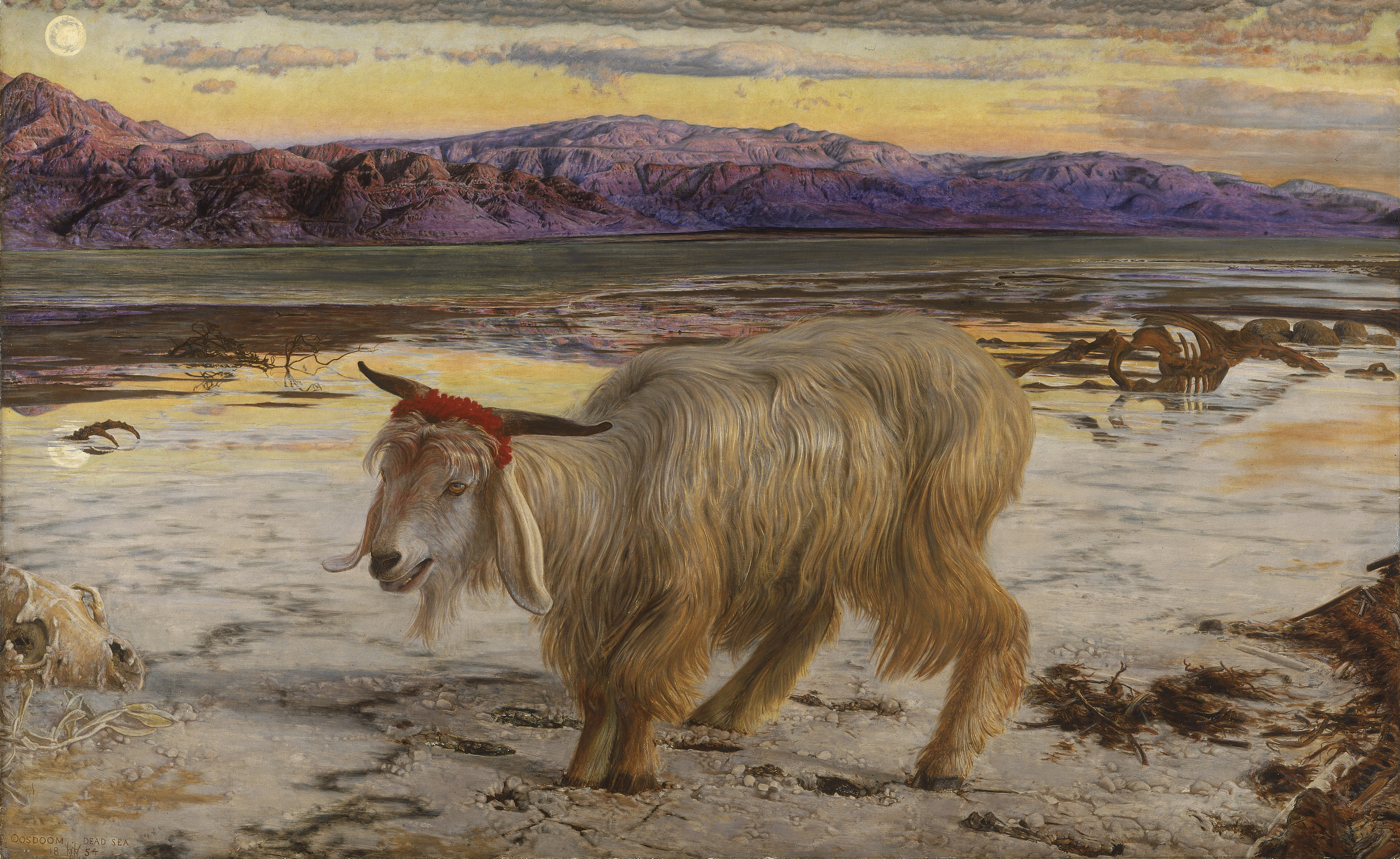
贖罪の山羊（1854年 - 1856年頃・レディ・リーヴァー美術館収蔵）

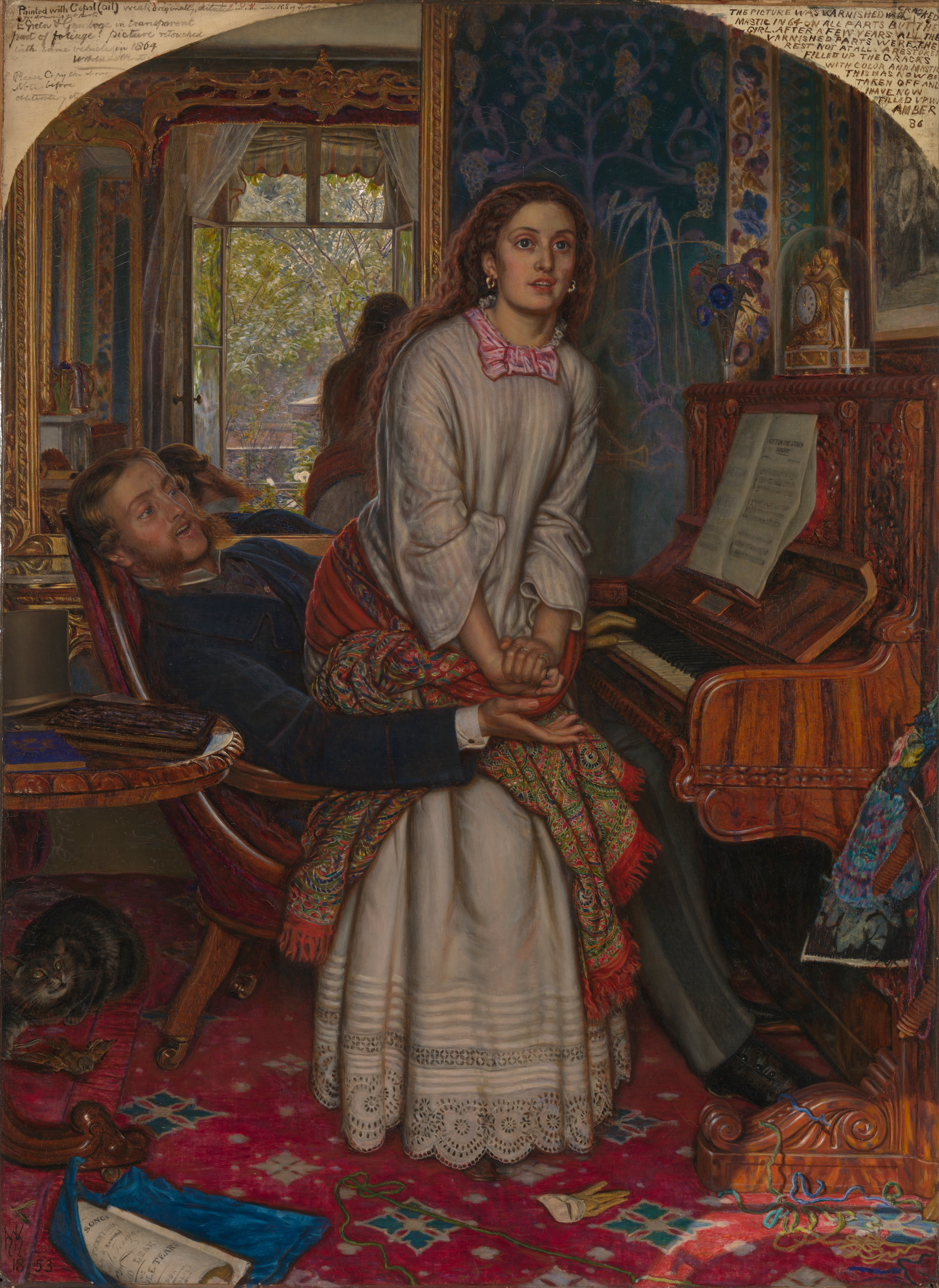
良心の目覚め（1853年・テート・ギャラリー収蔵）
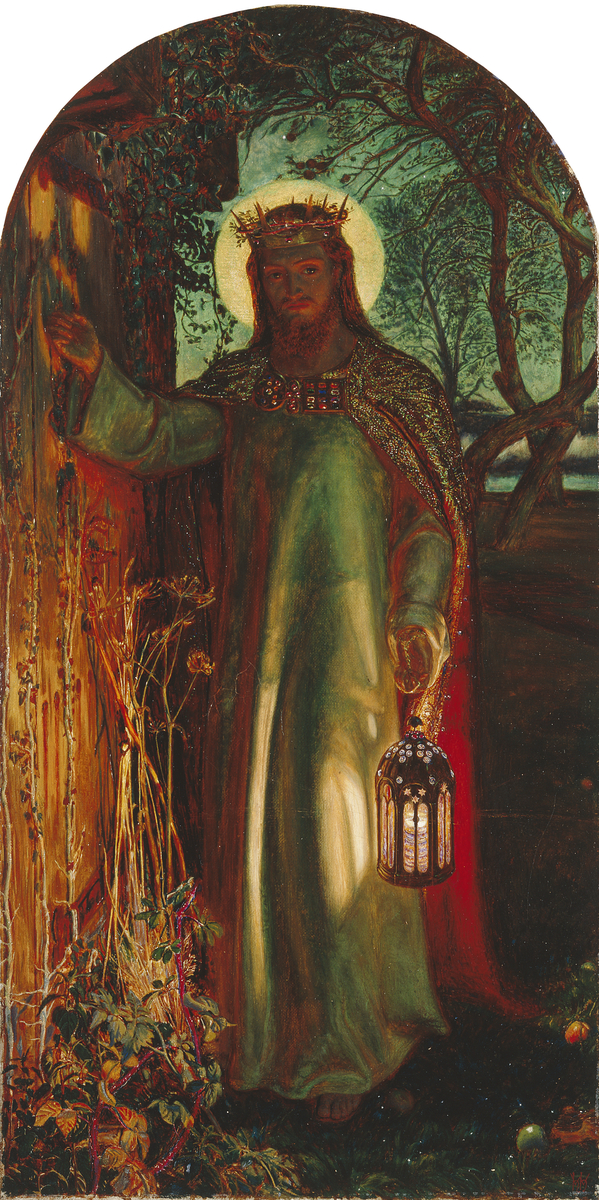
世の光（1853年 - 1854年頃・マンチェスター市立美術館収蔵）
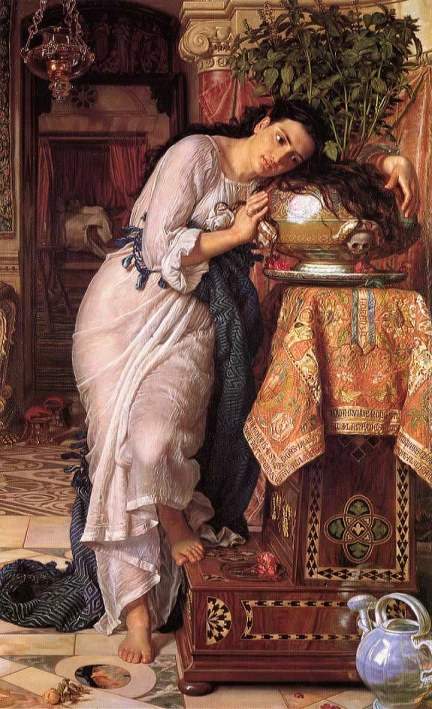
イザベラとメボウキの鉢（1868年・レイング・アート・ギャラリー収蔵）
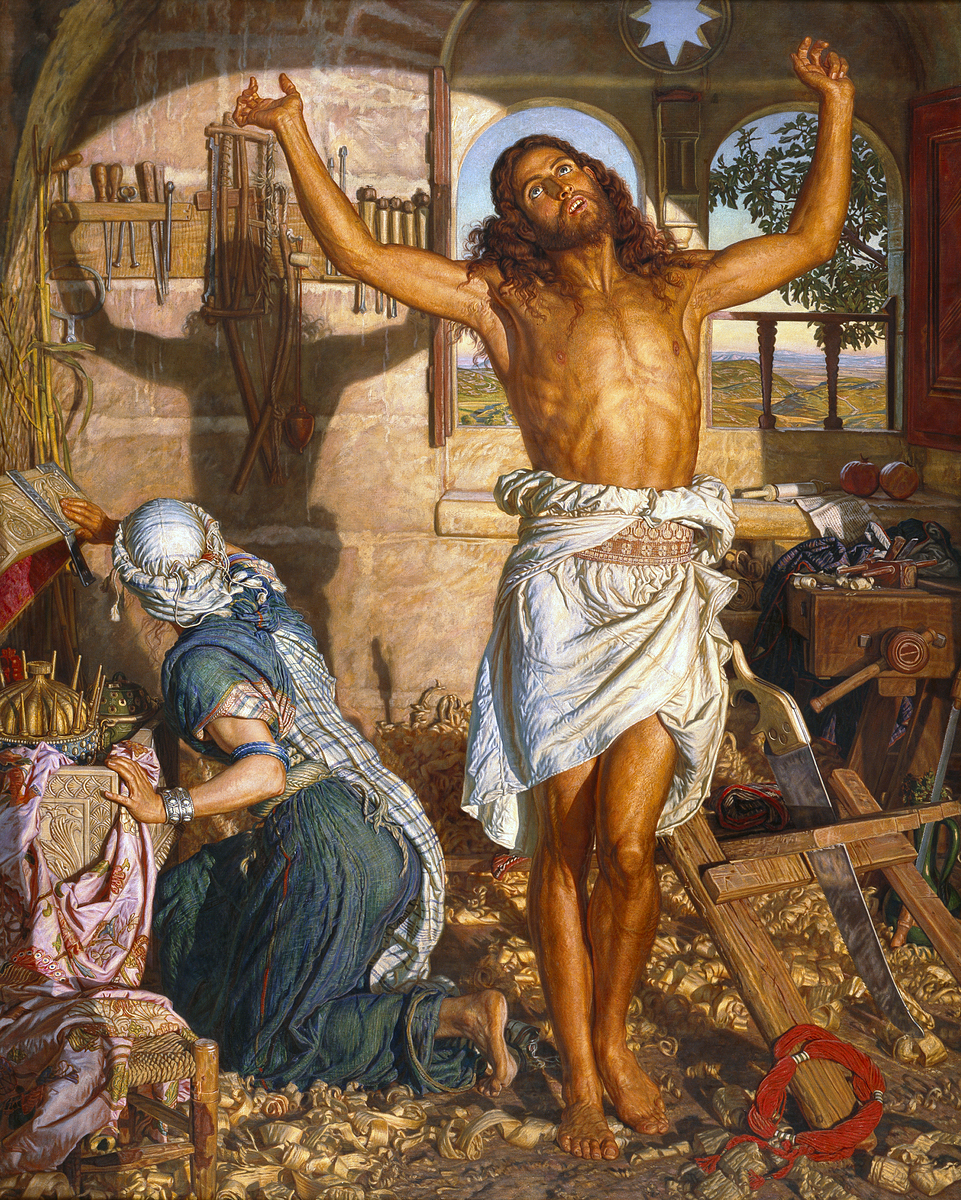
死の影（1870年・マンチェスター市立美術館収蔵）
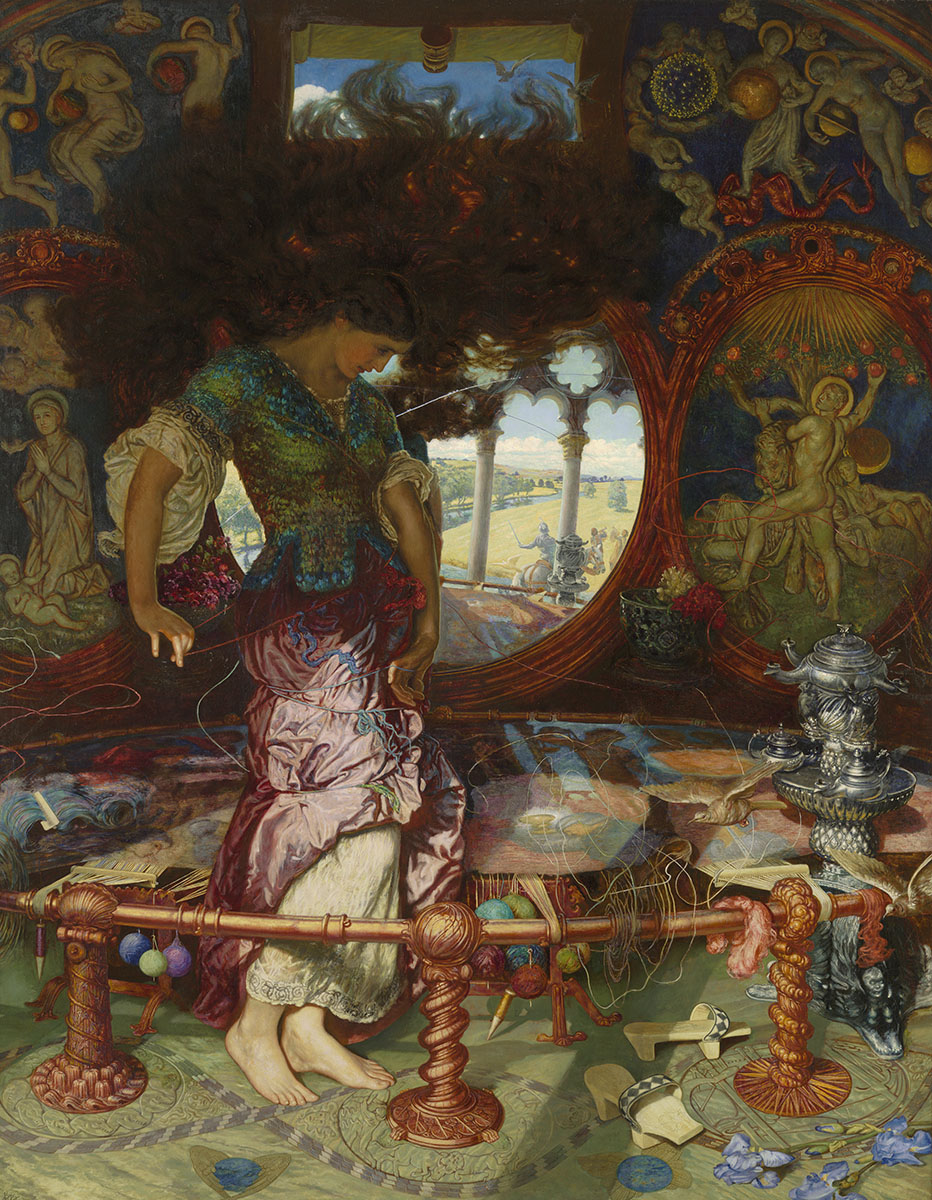
シャロットの女（ワズワース・アテネウム美術館収蔵）
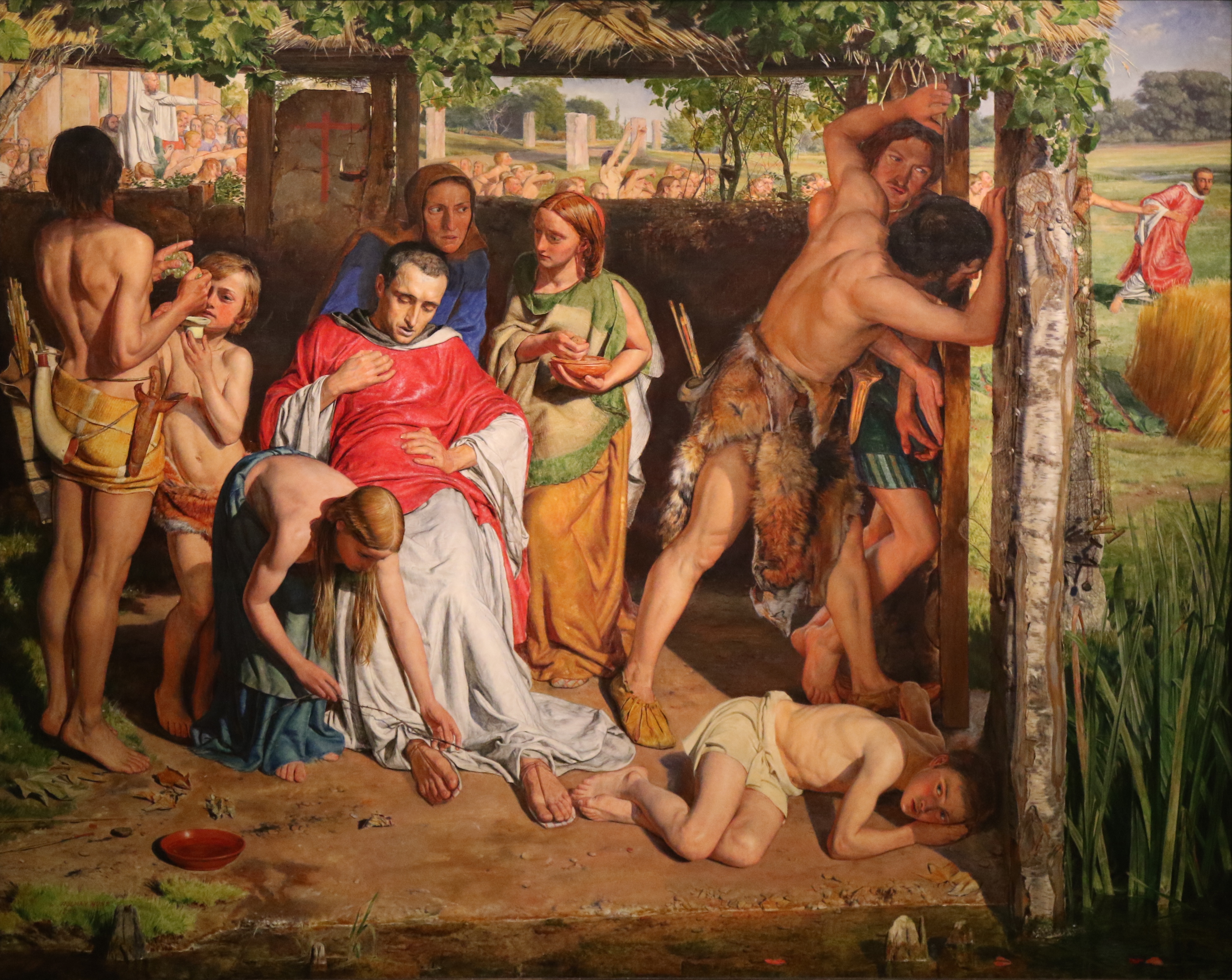
ドルイドの迫害からキリスト教宣教師を匿うブリトン人の家族（アシュモレアン博物館収蔵）

- プロメテウスからシルヴィアを助けるヴァレンタイン（1851年・バーミンガム美術館収蔵）
- 無垢の勝利（1883年 - 1884年・テート・ギャラリー収蔵）